# Sérgio Rodrigues (escritor)
Sérgio Rodrigues (Muriaé, 1962) é um escritor, jornalista e crítico literário brasileiro, vencedor do 12° Grande Prémio Portugal Telecom de Literatura (2014) nas categorias Romance e Grande Prêmio pelo livro "O drible" (Companhia das Letras), um drama de família que tem como pano de fundo cinco décadas de história do futebol brasileiro.
Radicado no Rio de Janeiro desde 1979, é formado em jornalismo pela Universidade Federal do Rio de Janeiro. É autor de diversos livros, foi editor-executivo da revista eletrônica "NoMínimo" e trabalhou como repórter, editor e colunista nas principais empresas de comunicação do país. Atualmente é colunista semanal do caderno Cotidiano do jornal Folha de S. Paulo e roteirista do programa Conversa com Bial, da TV Globo. O trabalho como pesquisador e colunista nas áreas de gramática e linguística rendeu um de seus livros mais recentes, o almanaque "Viva a língua brasileira!", publicado em setembro de 2016.
O romance "O drible" (2013) foi lançado em abril de 2014 na Espanha, com o título "El regate" e tradução de Juan Pablo Villalobos, e em francês como "Dribble" no ano seguinte, traduzido por Ana Sardinha e Antoine Volodine. Saiu ainda em Portugal. Segundo o jornalista João Máximo, trata-se do "melhor romance já escrito sobre futebol em qualquer idioma".
Durante a Copa do Mundo de 2014, publicou no jornal francês Le Monde um folhetim policial em 24 capítulos chamado "Jules Rimet, meu amor", sobre o roubo da taça da FIFA conquistada definitivamente pela seleção brasileira em 1970. O folhetim foi publicado em português como novela no livro "A visita de João Gilberto aos Novos Baianos".  
O romance "Elza, a garota" foi publicado também em Portugal, em 2010, e lançado nos EUA, com tradução de Zoë Perry e o título "Elza: the girl",  em setembro de 2014.
Pelo conjunto da obra, Rodrigues recebeu o Prêmio de Cultura do Estado do Rio de Janeiro 2011 na categoria Literatura.

## Obras
- O homem que matou o escritor (contos, 2000)
- Manual do mané (humor, 2003), em coautoria com Arthur Dapieve e com Gustavo Poli.
- What língua is esta? (crônicas e artigos, 2005)
- As sementes de Flowerville (romance, 2006)
- Elza, a garota (romance, 2009)
- Sobrescritos: 40 histórias de escritores, excretores e outros insensatos (contos, 2010)
- O drible (romance, 2013)
- Jules Rimet, meu amor (novela, 2014)
- Viva a língua brasileira! (almanaque, 2016)
- Cartas brasileiras (coletânea, 2017), organizador
- A visita de João Gilberto aos Novos Baianos (contos, 2019)
- A vida futura (romance, 2022)